# Processo contra o Alto Comando
O Processo contra o Alto Comando (oficialmente, Os Estados Unidos da América vs. Wilhelm von Leeb, et al.), também conhecido inicialmente como Caso No. 12 (O Julgamento dos 13 Generais), e, mais tarde, como o Caso N ° 72 (julgamento do alto comando alemão: Julgamento de Wilhelm von Leeb e treze outros), foi o último dos doze julgamentos por crimes de guerra os EUA autoridades realizado em sua zona de ocupação da Alemanha , em Nuremberg , após o fim da II Guerra Mundial. 
Estes doze julgamentos foram todos realizados antes dos tribunais militares dos EUA, não antes do Tribunal Militar Internacional, mas ocorreram nos mesmos quartos do Palácio da Justiça. Os doze ensaios dos EUA são coletivamente conhecidos como os "Ensaios subsequentes de Nuremberg" ou, mais formalmente, como os "Julgamentos de Criminosos de Guerra perante os Tribunais Militares de Nuremberga" (TMN).

## Fundo

Chefe de Advogado para o julgamento Telford Taylor no Processo contra o Alto Comando

O acusado deste estudo foram de alta patente, generais de alemães da Wehrmacht (incluindo um marechal-de-campo e um ex - Almirante), alguns dos quais tinham sido membros do Alto Comando das Forças Militares da Alemanha Nazista. Eles foram acusados de terem participado ou planejado ou facilitaram a execução dos inúmeros crimes de guerra e atrocidades cometidas em países ocupados pelo exército alemão durante a guerra.
Os juízes, neste caso, ouvido antes Tribunal Militar, V-A, foram o Americano John C. Young (juiz presidente), Winfield B. Hale, e o Justin W. Harding. O Chefe do Conselho para a Acusação era de Telford Taylor. A acusação foi apresentada em 28 de novembro de 1947; o julgamento durou de 30 de dezembro desse ano até 28 de outubro de 1948. Dos 14 réus acusados, dois foram absolvidos em todos os aspectos. Johannes Blaskowitz cometeu suicídio durante o julgamento. Os restantes réus receberam penas de prisão que variam de três anos até prisão perpétua.

## Indiciamento
Os acusados enfrentaram quatro processos por cometerem crimes de guerra e crimes contra a humanidade:
1. Crimes contra a paz por travar uma guerra de agressão contra outras nações e violando tratados internacionais.
2. Crimes de guerra por ser o responsável pelo assassinato, maus-tratos e outros crimes contra os prisioneiros de guerra e inimigo beligerantes.
3. Crimes contra a humanidade, participando ou encomendar o assassinato, tortura, deportação, tomada de reféns, etc. dos civis -militares de países ocupados.
4. Participando e organizando a formulação e execução de um plano comum e conspiração para cometer crimes acima mencionados.

Todos os réus foram indiciados em todas as partes; Todos declararam "não culpado". O conde 4 da acusação - a acusação de conspiração - foi logo interrompido pelo tribunal porque já estava coberto pelos outros encargos. Na conta 1, o tribunal considerou todos os acusados não culpados, afirmando que eles não eram os responsáveis pelas decisões políticas e que se preparar para a guerra e lutar contra uma guerra nas ordens não era uma infração penal nos termos do direito internacional aplicável da época

## Réus e os julgamentos
Os acusados foram, com relação a cada acusação, indiciados, mas não condenados (I) ou indiciados e declarados culpados (C), conforme listado abaixo pelo réu, acusação e eventual resultado. Todas as frases incluíram tempo já servido sob custódia desde 7 de abril de 1945.
| Foto               | Nome                 | Contagem | Contagem | Contagem | Contagem | Pena            | Notas |
| Foto               | Nome                 | 1        | 2        | 3        | 4        | Pena            | Notas |
| ------------------ | -------------------- | -------- | -------- | -------- | -------- | --------------- | --- |
|                    | Johannes Blaskowitz  | I        | I        | I        | I        | —               | Antigo Generaloberst. Cometeu suicídio durante o julgamento em 5 de fevereiro de 1948. |
| Karl-Adolf Hollidt | I                    | C        | C        | I        |          | 5 Anos          | Antigo Coronel-general. Liberado em Dezembro de 1949. Morreu em 1985. |
|                    | Hermann Hoth         | I        | C        | C        | I        | 15 Anos         | Comandou o 3º Grupo Panzer durante a Operação Barbarossa em 1941 e o 4º Exército Panzer durante a ofensiva do verão de 1942 da Wehrmacht. Em apoio à Ordem do Comissário, emitiu uma diretriz em novembro de 1941, instruindo seus comandantes subordinados a "imediatamente e impiedosamente exterminam" todos os sinais de resistência ativa ou passiva (...) por parte de agitadores judios-bolcheviques ". A sentença foi revista sem alterações em 1951. Liberada em liberdade condicional em 1954; liberado da liberdade condicional / sentença reduzida ao tempo servido em 1957. Morreu em 1971. |
|                    | Wilhelm von Leeb     | I        | I        | C        | I        | Tempo Servido   | Marechal de campo e comandante do Grupo Exército Norte na União Soviética (junho de 1941 - janeiro de 1942). Condenado por transmitir a Ordem de Jurisdição Barbarossa e sua aplicação criminal por unidades subordinadas. Liberado após o julgamento. Morreu em 1956. |
|                    | Rudolf Lehmann       | I        | C        | C        | I        | 7 Anos          | Juiz Advogado-Geral do OKW e responsável pela Ordem de Jurisdição de Barbarossa que permitiu o assassinato de civis com o pretexto de contrariar a atividade partidária. Ele redigiu o decreto de Noite e Neve de dezembro de 1941 que eliminou o acesso ao devido processo do acusado. As tropas da Wehrmacht aplicaram o pedido na França, Holanda, Ucrânia e outros países ocupados. Estava envolvido na formulação da Ordem do Comando e do Decreto de Terror e Sabotagem. Liberado em 1950. Morreu em 1955.                                                                                         |
|                    | Georg von Küchler    | I        | C        | C        | I        | 15 Anos         | Comandante do 18º Exército na Frente Oriental, e mais tarde do Grupo Exército Norte. Sentença revisada em janeiro de 1951, sem alterações. Liberado em 1952 por motivos de compaixão. Morreu em 1963. |
|                    | Georg-Hans Reinhardt | I        | C        | C        | I        | 15 Anos         | Antigo Coronel-general. Sentença revisada em janeiro de 1951, sem alterações. Liberado em 1952 por motivos de compaixão. Morreu em 1963. |
|                    | Karl von Roques      | I        | C        | C        | I        | 20 Anos         | Antigo General de infantaria. Morreu em 24 de dezembro de 1949. |
|                    | Hermann Reinecke     | I        | C        | C        | I        | Prisão Perpétua | Chefe do Escritório Geral das Forças Armadas do OKW, responsável pela criação e implementação da política de POW que resultou na morte de aproximadamente. 3,3 milhões de prisioneiros de guerra soviéticos. Liberado em 1954. Morreu em 1973. |
|                    | Hans von Salmuth     | I        | C        | C        | I        | 20 Anos         | Antigo Coronel-general. Sentença revisada em 1951, comutada para 12 anos e retroativa para junho de 1945. Liberado em 1953. Morreu em 1962. |
|                    | Otto Schniewind      | I        | I        | I        | I        | Absolvido       | Antigo Generaladmiral. Morreu em 1964. |
|                    | Hugo Sperrle         | I        | I        | I        | I        | Absolvido       | Antigo Marechal de campo. Morreu em 1953. |
|                    | Walter Warlimont     | I        | C        | C        | I        | Prisão Perpétua | Chefe do Departamento de Defesa Nacional no Estado de Operações da Wehrmacht e responsável pela Ordem de Jurisdição de Barbarossa que permitiu o assassinato de civis com o pretexto de contrariar a atividade partidária. Sentença comutada para 18 anos em 1951. Liberado em 1954. Morreu em 1976. |
|                    | Otto Wöhler          | I        | C        | C        | I        | 8 Anos          | Condenado a implementar a Ordem de Jurisdição de Barbarossa, a deportação de civis por trabalho escravo e cooperação com Einsatzgruppen. Liberado em 1951. Morreu em 1987. |

## Resultado
Os alemães foram vigorosamente contra o estudo. Eles negaram os fatos encontrados pelos EUA ou por juízes, exaltaram a defesa de obediência a ordens superiores, 
e elogiaram as qualidades militares dos réus. Particularmente ativas foram as igrejas Protestantes e Católicas. Após o surgimento da República Federal da Alemanha, o Chanceler Konrad Adenauer e o Bundestag falaram sobre o lado dos réus. A alavancagem alemã aumentou à medida que a urgência do reatamento aumentou. 
Sob essas intensas pressões, em 1950, o Alto Comissário dos Estados Unidos, John McCloy, estabeleceu um painel de avaliação presidido pelo juiz David Peck de Nova York e, sob sua recomendação, reduziu as sentenças de três dos seis réus do alto comando ainda na prisão. Após novos procedimentos por comissões misturadas, composta por membros aliados e alemães, o último dos réus do Alto Comando voltou para casa em 1953.